# Куэйл, Джон Родни
Джон Родни Куэйл (англ. John Rodney Quayle; 18 ноября 1926 — 26 февраля 2006) — британский биохимик и микробиолог.
Основной целью его работ было выяснение путей ассимиляции углерода во время бактериального роста на веществах, содержащих один атом углерода, таких как метан и метанол. В то время было мало известно о таких организмах, как метилотрофы.
Его работы по изучению метаболических путей были основаны на использовании фундаментальных знаний по химии в сочетании с энзимологией и умением работать с соединениями, меченными радиоактивным углеродом 14С.

## Молодые годы, образование
Джон Родни Куэйл (Род) родился 18 ноября 1926 года в прибрежном городке Hoylake, расположенном на северо-западе Мерсисайда в Англии. Он жил вместе со своим старшим братом, Брайном, в квартире над аптекой отца.
Дед Джона по материнской линии был тоже фармацевтом со своей собственной аптекой около Hoylake. Позднее Джон говорил, что, возможно, раннее знакомство с миром разноцветных жидкостей, мерных цилиндров и химического баланса зародили в нем позже интерес к химии.
В 1931 году родители Джона разошлись, и он со своей матерью и братом переехали к бабушке и деду по линии матери в их дом в небольшой деревне Cilcain. Его отец никак не помогал финансово семье, и поэтому дедушка взял заботу о них на себя, воспользовавшись своими пенсионными сбережениями. Из-за отсутствия отца Джона дразнили в школе, но несмотря на это Cilcain был прекрасным местом для жизни, он мог наслаждаться деревенскими красотами ежедневно.
Джон учился в церковно-приходской школе Англиканской церкви вместе с еще 30 учениками. В возрасте 10 лет он сдал вступительные экзамены в Alun Grammar School в Молде, заняв 3 место по баллам среди 50 поступавших ребят. Многие из его одноклассников были эвакуированы из Мерсисайда во время войны.
В 1943 году он получил диплом об окончании старшей школы от центрального департамента Уэльса с отличием по физике, зачетом по химии и математике, что позволило ему получить стипендию от округа для продолжения обучения в университете.
На тот момент ему ещё не было 17 лет, и его директор вместе с учителем физики, который оказал большое влияние на Джона, посоветовали ему пойти сразу в университет, чтобы, как минимум, окончить первый курс, до того как его заберут в армию.
Поэтому в сентябре 1943 он пошёл в университетский колледж северного Уэльса (University College of North Wales) в Бангоре. Там он вступил в команду по гребле, которой он продолжил заниматься позднее уже в Кембридже, где вступил в профессиональный клуб «Gentlemen’s Rowing Team».
В 1946 году Джон получил степень бакалавра по химии, после чего он остался в Бангоре для получения степени PhD по физической органической химии. В это же время он был награжден стипендией университета Уэльса для аспирантов и назначен ответственным за общежитие в the Hall of Residence.
Его научным руководителем был профессор E. D. Hughes — новатор в области кинетики и механизмов органических реакций. Темой исследовательской работы Джона были «реакции s-трифенилбензола и его пространственно-затрудненных производных». За фундаментальные открытия в этой области его пригласили стать членом общества университета Уэльса, которое убедило профессора, а позже и лорда, Александра Тодда принять Джона в свою лабораторию в университете Кембриджа. В Кембридже Джон изучал структуру и химический синтез пигментов крови тли (Aphididae). Он написал 10 статьей на эту тему, преимущественно в Journal of the Chemical Society.
Там же Джон поступил в St John’s College в качестве студента-исследователя, где получил вторую степень PhD в 1952 году с тезисом «Пигменты из Aphididae». В 1951 году он был награжден премией Senior Research Award от департамента научных и промышленных исследований (DSIR), а потом в этом же году женился на Ивоне Сандерсон, которая тоже была студенткой в Бангоре.

## Научные исследования

### Ранние работы
После Кембриджа Джон поменял область научных исследований на энзимологию и биохимию бактерий.
Он начал исследование бактерий и дрожжей, которые растут за счет использования в качестве энергии вещества, содержащие один атом углерода, такие как метан, метанол и метиламин. Когда Джон только приступал к работе было описано очень мало таких организмов, но было известно, что существуют различные виды бактерий, которые используют разнообразные метаболические пути для получения энергии.
Все живые организмы можно разделить на авто- и гетеротрофов. Автотрофы используют оксид углерода в качестве единственного источника энергии для роста, в то время как гетеротрофы — органические источники углерода. Метилотрофы — это большая группа гетеротрофов, которые растут за счет восстановленных форм С1 соединений.
В 1953 году Джон получил грант Fulbright Travel Grant для работы с Мелвином Кальвином на химическом факультете Университета Калифорнии в Беркли. Там они изучали первую стадию энзим-каталитического процесса ассимиляции диоксида углерода в растениях.
В лаборатории Кельвина был установлен путь фотосинтеза для ассимиляции оксида углерода в растениях, который теперь известен, как цикл Кальвина-Бенсона.
Джон стал автором публикации, которая до сих пор считается доказательством существования этого цикла. Вместе с коллегами они показали, что растения, в которых зафиксирован оксид углерода, меченный 14С, с помощью карбоксилирования 1,5-бисфосфата рибулозы (RuBP) (впервые синтезированной Джоном) дают промежуточный продукт С6, который расщепляется на 2 соединения С3.
Он показал, что бесклеточные экстракты зеленых водорослей Chlorella, обработанные меченным CO2 в течение 1 минут, образуют меченные фосфоглицераты при добавлении RuBP. И этот фосфоглицерат не образовывался при использовании других фосфатов сахаров.
В результате был сделан вывод, что экстракты содержат фермент (или ферменты), способные катализировать карбоксилирование дифосфата рибулозы, в частности для образования фосфоглицериновой кислоты.
Это было первое описание активности фермента, теперь известного, как рибулоза бисфосфат карбоксилаза (RuBisCo), который является самым распространенным ферментом на Земле.
В Беркли Джон впервые встретил Ханса Корнберга, с которым впоследствии сотрудничал в Оксфорде.

### Метилотрофы
В 1955 году Род со своей женой Ивонн вернулись в Англию, где он принял должность старшего научного сотрудника в институте DSIR’s Tropical Products в Лондоне для изучения химии природных пиретрин инсектицидов. Эта работа не сильно вдохновляла Рода, но в этом же году он случайно встретился с Хансом Корнбергом, который предложил ему подать заявку на должность в отдел исследований клеточного метаболизма, которым заведовал Кребс, в Оксфордском университете.
Там он совместно с Корнбергом предложил новый глиоксилатный цикл для роста бактерий на соединениях С2. В результате этих исследований его основной областью работы стала биохимия и физиология бактерий, растущих на соединениях С1, таких как формиат, метан, метанол и метиламин.
В 1957 году он начал читать лекции по биохимии в Оксфордском университете, таким образом став полноправным членом научного сообщества университета.

#### Бактериальный рост на соединениях С2
Ханс Корнберг провел исследование того, как бактерии способны расти на ацетате-соединении С2. Цикл трикарбоновой кислоты (также известный, как цикл Кребса) используется для окисления ацетата до СО2, однако ацетат также должен быть преобразован в соединения С3 и С4 для ассимиляции в клеточный материал. Чтобы этого достичь нужны дополнительные ферменты, которые пополняют цикл, когда промежуточные продукты удаляются для биосинтеза.
В 1957 году Корнберг и Кребс предположили существование глиоксилатного цикла, который включает два ключевых анаплеротических («заполняющих») фермента — изоцитратлиазу и малатсинтазу.
Они показали, что оба фермента присутствуют в бесклеточных экстрактах ацетатных бактерий.
Однако было необходимо продемонстрировать, что цикл функционирует в естественных условиях. Род вместе с Корнбергом воспользовались методами хроматографии, чтобы разделить и охарактеризовать путем химической деградации промежуточные продукты, образованные из 14С-меченного ацетата и СО2.
Оказалось, что распределение изотопов поддерживает одновременную работу цикла Кребса и глиоксилатного цикла.
Впоследствии Род использовал те же методики для изучения метилотрофных путей. После первоначального сотрудничества Род и Ханс Корнберг провели независимые исследования метаболизма соединений С2 более окисленных, чем ацетат.
Вместе с австралийским коллегой Брюсом Кичем, Род исследовал пути, по которым Pseudomonas oxalaticus растет на оксалате — наиболее оксиленном соединении С2. Они описали, как оксалат восстанавливается до глиоксилата, а затем превращается в глицерат по глицератному пути.
Глицератный путь был обнаружен Корнбергом и его учеником Тони Готто, который работал с выращенным на гликолате Pseudomonas ovalis. В 1959 году они опубликовали 2 статьи по бактериальному росту в Nature.
В последней статье в этой серии экспериментов сам Род показал, что энергия для роста приходит от декарбоксилирования оксалил-кофермента А до образования диоксида углерода.
Ключевым промежуточным звеном в этом процессе является крошечная формильная группа, связанная с двумя большими коферментам — коферментом А и тиаминпирофосфатом.

#### Бактериальный рост на соединениях С1
Pseudomonas oxalaticus также способен расти на формиате в качестве единственного источника углерода и энергии. Род вместе с Брюсом Кичем показали, что соединение C1 ассимилируется в клеточный материал через цикл Кальвина-Бенсона (фотосинтез). Фосфоглицерат оказался первым промежуточным продуктом в ассимиляции [14C] формиата или [14C] бикарбоната, причем формиат окислялся до углекислого газа до ассимиляции в клеточный материал. Эксперименты, похожие на те, которые он проводил в лаборатории Кальвина с использованием экстрактов хлореллы, подтвердили наличие ключевого фермента рибулозобисфосфаткарбоксилазы вместе с фосфорибулокиназой во время роста P.oxalaticus на формиате, но не на оксалате. Примерно через 15 лет Род показал, что некоторые метилотрофы (такие как Paracoccus denitrificans) также растут на метаноле посредством рибулозно-бисфосфатного пути (путь фотосинтеза Кальвина-Бенсона).
Род отмечал, что его исследование метилотрофных микробов могло бы пойти по другому пути, если бы он начал работать с Paracoccus вместо того, чтобы выделить собственный микроорганизм, Pseudomonas AM (в настоящее время Methylobacterium extorquens AM1). Этот организм был изначально выдел на метиламиновой среде в 1960 году его первым учеником Дэвидом Пилом. В течение последних 50 лет Methylobacterium extorquens AM1 является основным рабочим организмом для тех, кто работает в области биохимии, молекулярной биологии и биотехнологии бактерий, растущих на метаноле. Род использовал те же экспериментальные подходы, которые он разработал, чтобы подтвердить работу глиоксилатного цикла во время роста на ацетате и глицератного пути для ассимиляции оксалатов.

#### Сериновый цикл
Со своими учениками Питером Ларжем и Дэвидом Пилом в серии экспериментов, он показал, что метанол ассимилируется в Pseudomonas AM1 (и в Hyphomicrobium vulgare) через новый ассимиляционный путь, так называемый сериновый цикл, в котором количество метанола зависит от уровня окисления формальдегида в серин и от уровня превращения диоксида углерода в оксалоацетат. Это исследование включало идентификацию ранних промежуточных продуктов, полученных путем инкубации выращенных в метаноле бактерий с [14C] метанолом или [14C] бикарбонатом. Положение изотопа в выделенных меченых соединениях (серин, глицин, аспартат и др.) определялось путем химической деградации и последующего анализа.
Этот путь был установлен после открытия и детального описания новых специфических ферментов, характерных для этого пути. Важность этих ферментов была подтверждена во время изучения их индукции в течение метилотрофного роста и их отсутствия у мутантов, не способных расти на метаноле. В середине 1970-х годов сериновый цикл, казалось, был изучен до конца, за исключением понимания того, как ацетилкофермент А окисляется до глиоксилата. Этот важный шаг не могли объяснить в течение последующих 30 лет. Только в 2006 году, вскоре после того, как Род умер, появилось описание полного пути, которое сделали Джордж Фукс и группа Фрайбурга.

#### Бактериальный рост на метане; метанотрофы
После переезда в Шеффилд в 1963 году Род начал изучать метанотрофы — то есть, бактериальные метилотрофы, которые обычно растут только на метане, но иногда также на метаноле. В их первой статье о сериновом цикле в утилизаторах метанола он задался вопросом, является ли метаболизм при росте микроорганизмов на метане схожим с ростом на метаноле. Это было особенно актуально для метанотрофов, так как ранее предполагалось, что метан ассимилируется в виде диоксида углерода с помощью RuBP пути фиксации углекислого газа.
Если бы Род решил изучать другой метанотроф, он мог бы прийти к очевидному выводу, что все метилотрофы, включая метанотрофы, будут использовать сериновый цикл для ассимиляции метана, также как и для метанола. Но его первая статья, сделанная во время работы в Шеффилде (с Пэт Джонсон) показала, что ни один из известных путей не работает.Во время роста на метане, рибулозобисфосфаткарбоксилаза отсутствовала у Pseudomonas methanica (сейчас Methylomonas methanica) и соединения, меченные 14C, накапливающиеся на ранних стадиях инкубации с [14C] метаном или [14C] метанолом, не были ни фосфоглицератом, ни серином, а в основном были фосфатами либо глюкозы, либо фруктозы. Они описали новый формальдегид-конденсирующий фермент в неочищенных клеточных экстрактах, который указывает на наличие пентозофосфатного цикла для ассимиляции формальдегида — аналога RuBP пути для ассимиляции диоксида углерода. Вместе со своим учеником Майклом Кемпом Род охарактеризовал новый фермент, ответственный за конденсацию формальдегида с монофосфатом рибулозы с получением фосфата сахара.
Позже этот фосфат сахара был идентифицирован как новый фосфат гексулозы, d-арабино-3-гексулоза фосфат. В конечном итоге Род завершил описание этого пути, теперь известного как рибулоза монофосфатный путь (путь RuMP), путем очистки и описания второго ранее неизвестного фермента, гексулозофосфатизомеразы. Тем самым он продемонстрировал наличие необходимых ферментов расщепления и перегруппировки.
Таким образом, три молекулы формальдегида конденсируется с RuBP с образованием трех молекул фосфата гексулозы, которые затем подвергаются серии реакций расщепления и перегруппировки для регенерации акцепторного монофосфата рибулозы и получения фосфоглицерата С3 для ассимиляции в клеточный материал.
После этого первого описания пути RuMP у метанотрофов, растущих на метане, было показано, что RuMP является основным путем ассимиляции метанола у многих бактерий, включая Methylophilus methylotrophus — бактерии, которую использовала компания Imperial Chemical Industries (ICI) для их проекта Pruteen. Это было важно, так как RuMP путь оказался более выгодным, чем сериновый цикл для роста бактерий на метаноле, как в энергетическом плане, так и в коммерческом.
Он также продемонстрировал, что, имея дополнительный фермент (6-фосфоглюконатдегидрогеназу) в пути, некоторые из этих бактерий могут окислять формальдегид в CO2 циклическим путем вместо обычного линейного пути. Род показал, что есть четыре возможных варианта пути RuMP в зависимости от того, какая перегруппировка реакции действуют.
Хотя Род показал, что путь RuMP работает у некоторых других метанотрофных видов, вскоре он получил доказательства того, что, по крайней мере, один из них должен использовать другой путь. Эксперименты по мечению Methanomonas methanooxidans показали, что серин и карбоновые кислоты являются продуктами с ранней меткой, также как и для ассимиляции метанола в Pseudomonas AM1, и ключевые ферменты серинового цикла присутствуют во время роста на метане, тогда как пути RuMP отсутствуют.
Это позволило предположить, что существуют две группы метанотрофных бактерий с разными метаболическими путями. В 1970 году был достигнут еще один важный этап в метаболизме С1, когда Роджер Уиттенбери, Джон Уилкинсон и их коллеги выделили и охарактеризовали более 100 новых штаммов. После чего они сформировали две отдельные группы бактерий в зависимости от расположения их внутренних мембран. В результате их открытий Род подтвердил, что бактерии из первой группы используют путь RuMP, а из второй — сериновый цикл.

#### Метилотрофные дрожжи
В конце 1970-х годов Род начал изучать недавно описанные метанол-утилизирующие метилотрофные дрожжи. В 1977 году Ханс ван Дейкен из Университета Грёнингена провел год в Шеффилде, и Род, вместе с другими коллегами из Грёнингена и Шеффилда, решил изучить литературу, предполагающую, что Candida использует RuMP путь во время роста на метаноле. Они повторили эксперименты по мечению с [14C] метанолом, используя Hansenula polymorpha вместо Candida, и получили идентичные результаты для двух дрожжей. Однако в бесклеточных экстрактах, выращенных в метаноле H. polymorpha и Candida boidinii, не хватало двух основных ферментов RuMP пути, а именно гексулозы монофосфатсинтазы и гексулозофосфатизомеразы. Они были исследованы с использованием природных субстратов и чувствительных спектрофотометрических методов, которые разработал Род для бактериальных ферментов. Таким образом, хотя эксперименты по мечению 14C и присутствию в бесклеточных экстрактах ферментной системы, способной катализировать пентозофосфат-зависимую фиксацию формальдегида, указывает на дрожжевой аналог бактериального пути RuMP — отсутствие незаменимых ключевых ферментов показало, что это не так.
Роджер Кокс доказал возможность того, что пентозофосфат-зависимый фиксация формальдегида в неочищенных экстрактах может быть катализирована транскетолазой с использованием ксилулозы 5-фосфат, как донора кетола, и формальдегида, как акцептора.
Вместе с Леном Затманом, он рассмотрел эту реакцию во время их исследования роста бактерии 2B2 на триметиламине. На основании такой реакции конденсации Род и его коллеги предложили другой новый ассимиляционный цикл, цикл дигидроксиацетона для формальдегидной фиксации, в которой дигидроксиацетон будет основным продуктом, образованным из формальдегида.
При росте на метаноле требуются более высокие активности дигидроксиацетонкиназы и фруктозо-1,6-бисфосфатазы, чем при росте на многоуглеродистых субстратах, и это подтвердилось у метилотрофных видов Hansenula и Candida. Затем Мэри О’Коннор, которая стажировалась в их лаборатории, показала, что мутанты H. polymorpha и C. boidinii, лишенные дигидроксиацетонкиназы, не могут расти на метаноле.

### Другие области исследований
Обширные исследования Рода, такие как пути ассимиляции у бактерий и дрожжей, иногда приводили к открытиям в смежных областях.
Одним из примеров таких открытий служит его работа по окислению метана с доктором Джоном Хиггинсом. Метан довольно химически инертен, и поэтому они предположили, что первая окислительная стадия в его метаболизме будет катализироваться монооксигеназой с энергией, вводимой в реакцию восстановителем NADH. Это было очень трудно подтвердить с помощью обычных биохимических методов, но Род предложил решить эту проблему, используя «тяжелый кислород» (18O), как в качестве газа, так и в качестве составной части воды. В 1970 году с Хиггинсом он однозначно показал, что начальная реакция катализируется монооксигеназой, включающей 18O в метанол из 18O2, но не от H218О.
Род провел годичный отпуск в качестве приглашенного профессора в Геттингене (1973-74), работая с профессором Герхардом Готшалком, профессором Норбертом Пфеннигом и профессором Хансом Шлегелем в знаменитом Институте Микробиологии в Университете Георга Августа. Норберт Пфенниг показал, что некоторые представители фотосинтетических бактерий (Rhodospirillaceae) используют метанол вместо углекислого газа в качестве источника углерода во время анаэробного фотосинтеза. Во время своего визита Род нашел лучший способ выделить эти бактерии и показал, что вполне вероятно (как теперь подтверждено), что они ассимилируют углерод из метанола после первого его окисления до углекислого газа.
По возвращении домой он сотрудничал с Германом Сэмом и Роджером Коксом, чтобы подтвердить, что путь RuBP действительно используется для роста на метаноле после его первоначального окисления до углекислого газа. Во время этого процесса метанол окисляется NAD±зависимой хинопротеин метанолдегидрогеназой, которая передает свои электроны специальному цитохрому с, а затем, в аэробных условиях, к кислороду. Тем не менее, измерение роста дрожжей при анаэробном фотосинтезе на метаноле показали, что дегидрогеназа также ответственна за восстановление NAD + до NADH, что необходимо для усвоения углекислого газа, образующегося при окислении метанола. Этот процесс включает в себя окисление цитохрома с комплексом цитохрома bc1, убихиноном и НАДГ дегидрогеназой. Таким образом, это является редким примером «обратного транспорта электронов» из метанола у бактерий, энергия которых обеспечивается световыми реакциями фотосинтеза

## Промышленность
В конце 1960-х годов открытие нефтегазовых месторождений на Северном море позволило нефтегазовым компаниям понять, что у них есть новое и дешевое химическое и биологическое сырье. Поэтому в 1967 году Институт нефти организовал в Лондоне симпозиум по углеводородной микробиологии. Род вместе с Дугласом Риббонсом рассказали о микробиологии метана в своих выступлениях. После чего два химика, П. П. Кинг и Д. Уокорн, из сельскохозяйственного отдела ICI в Биллингеме, Кливленд, Великобритания, встретились с Родом. Они считали, что ICI может быть заинтересована в возможности крупномасштабной микробной конверсии метана в бактериальном белке для использования в качестве корма для животных. Они пригласили Рода в Биллингем, где он убедил их, что метанол будет гораздо более подходящим субстратом, чем метан.
Благодаря этому возник проект ICI Pruteen. Спустя 13 лет после первых обсуждений был построен самый большой в мире ферментер для быстрорастущего Methylophilus methylotrophus, и полная продуктивность была достигнута на Teesside в 1980 году. Выход Pruteen из 50-метрового (1,5 миллиона литров) ферментера для воздушных перевозок составил 50 000 тонн в год.
К сожалению, этот новаторский проект ICI, стоимостью свыше 100 миллионов фунтов стерлингов, пришлось закрыть из-за падения цен на конкурирующие продукты, такие как соевый белок. Несмотря на отличные питательные свойства Pruteen, его производство обходилось слишком дорого.
Тем не менее, благодаря отношениям Рода с ICI, эта компания много лет спонсировала исследования многих микробиологов в Великобритании, которые занимались фундаментальными работами по метилотрофным бактериям.
В 1974 году в Токио был проведен первый «официальный» Международный симпозиум по росту микроорганизмов на соединениях С1, после чего такие симпозиумы стали проводиться каждые 3 года.

## Педагогическая деятельность

### Микробиология в Шеффилде, 1963-83
Ханс Кребс был заведующим кафедры биохимии в Шеффилдском университете (1938- 54 гг.), где он часто использовал микроорганизмы в своих исследованиях, оценивая их многочисленные преимущества для изучения клеточного метаболизма. В 1948/49 гг. он помог организовать кафедру микробиологии в составе отдела Бактериологии. Кафедра микробиологии была официально создана в 1952 году. В течение первых 13 лет (1952—1965 гг.) кафедра микробиологии получила международное признание за исследования в области биохимии анаэробных и фотосинтетических бактерий и энергетики бактериального роста.
В 1954 году Кребс переехал с большинством своих сотрудников из Шеффилда в Оксфорд. В 1963 году в результате предстоящей отставки Кребса из Оксфорда, Род принял приглашение переехать с Бартли в Шеффилд в качестве старшего преподавателя кафедры микробиологии.
Два года спустя Род был назначен главой кафедры микробиологии (1965-83 гг.). Вместе с Джоном Гестом, Маргарет Этвуд и Питером Уайтом, а также Бернардом Фраем в качестве старшего преподавателя, они представляли весь научно-педагогический состав кафедры в течение следующих 10 лет. К ним позже присоединились Милтон Уэйнрайт (1975) и Энн Моир (1981), в итоге общее количество сотрудников достигло семи.
Из-за того, что не было места для дополнительного персонала или оборудования было сложно подать заявку на исследовательские гранты. Это было тяжелое время так как микробиология, включая микробную и молекулярную генетику, развивалась с бешенной скоростью, предоставляя материалы и методы для генетической революции и зарождая эру рекомбинантной ДНК. Поэтому было важно начать реформировать кафедру микробиологии в этом направлении.
В 1972 году были выделены дополнительные места для преподавательской деятельности на кафедре и для исследований. Все на кафедре микробиологии, включая Рода, имели большую учебную нагрузку и продолжали преподавать курс биохимии. В 1966 году они организовали новый двойной диплом со специализацией в области генетики и микробиологии на отделении генетики.
Курсы включали широкий ряд тем, отражающие опыт сотрудников в микробной структуре, функциях, физиологии и метаболизме, кинетике и энергетике роста, микробиологии окружающей среды, бактериальной и фаговой молекулярной биологии и молекулярной генетике, а также включая генную инженерию и биотехнологию. Род был отличным руководителем отдела, всегда доступным и дружелюбным ко всем. Регулярно посещая еженедельные семинары, он постоянно следил за исследованиями всех сотрудников и их учеников. Благодаря этому небольшая кафедра смогла многого достигнуть, в том числе два сотрудника (Куэйл и Гест) из семи были избраны членами Королевского общества.

## Общественная деятельность
В 1974 году Род стал деканом факультета естественных наук (1974-76 гг.), в течение этого срока он смог вручить первую премию Кребса по биохимии. Он также учредил премию Берингера лучшему выпускнику кафедры микробиологии. Основным денежным спонсором выступил отдел микробиологии компании Boehringer Chemical Company в качестве скидки на основе их огромного потребления коферментов и тонких химических веществ. Деньги предназначались для дальнейшей закупки химикатов Boehringer, но Род попросил использовать их для создания приза от имени Boehringer и компания согласилась.

### Работа в университете Бата, 1983-92
Через двадцать лет после переезда из Оксфорда в Шеффилд Род понял, что многого достиг в областях, в которых он был заинтересован, и после рассмотрения нескольких позиций он переехал в Университет Бата в качестве вице-канцлера.
В это время происходили значительные изменений в реструктуризации управления высшим образованием, поэтому Род пришлось приспособиться к роли бизнесмена и руководителя.
Род обладал теми качествами, благодаря которым люди могли понимать и следовать назначенным целям. Через некоторое время в 1985 году советом университета ему было поручено за три года провести изменения в организации университета. В результате чего уже через один год Университет Бата был преобразован из высоко централизованного университета в университет с одним руководством и заведующими разными кафедрами. В течение девяти лет под его руководством университет Бата стал выдающимся исследовательским университетом с 11 из 14 исследовательскими школами в рейтинге лучших университетов Великобритании.
Несмотря на участие во всех аспектах жизни университета, Род также продолжал интересоваться исследованиями из его собственной области научных интересов — бактериального метаболизма соединений С1. Даже когда он не мог присутствовать на международных конференциях, он всегда хотел услышать отчеты о последних достижениях.
Отношения Рода со студентами были особенными. Он всегда прислушивался к потребностям студентов.
Также он был избран председателем Национального комитета по микробиологии Великобритании (1985-90 гг.), консультируя правительство Великобритании по всем микробным вопросам, и он занимал пост президента Общества по общей микробиологии с 1990 по 1993 год. А также Род продолжал работать на различных должностях в Королевском Обществе за несколько месяцев до своей смерти. Он был членом Совета Батского института медицинской инженерии, который использовал междисциплинарный подход в медицине, технике и науке для определения потребностей людей с ограниченными возможностями.

## Почести и награды
Плодотворные исследования Рода по биохимии самых разнообразных микроорганизмов, растущих на соединениях С1, во время его пребывания в Оксфорде и в Шеффилде привели в 1978 году к присуждению ему медали CIBA и премии Биохимического общества в честь его выдающегося вклада в биохимию. В том же году он был избран членом Королевского общества, в котором он занимал пост председателя одного из комитетов, а также в качестве члена совета (1982-84).
С 1990 по 1993 он был президентом Общества по общей микробиологии. Также он получил медаль Уокера — Эймса во время своего пребывания в университете Вашингтона в Сиэтле в качестве приглашенного профессора. Он был удостоен звания почетного доктора университетов Геттингена (1989), Бата (1992) и Шеффилда (1992), и ему было присвоено почетное звание Университетом Бангора в 1996 году.
Он описал три новых пути ассимиляции углерода в бактериях: сериновый цикл, путь через монофосфат рибулозы (и его четыре варианта) и путь через дигидроксиацетон.

## Семья
После выхода на пенсию Род жил в небольшой деревне Сомерсета — Комптон Дандо. Там он ходил на концерты и в театры в Бристоле и Бате. У него также было больше времени для приготовления пищи, выпечки хлеба и садоводства.
Род много времени уделял своей жене Ивонне и их двум детям, Сьюзен и Руперту. Дочь Ивонны и Рода, Сьюзен, поступила в Даремский университет, на юридический факультет. Там она получила квалификацию — адвокат, и в настоящее время работает в Бате в качестве юриста в издательской компании с различными зарубежными офисами. Их сын Руперт проучился четыре года в Морском колледже Гримсби и потом сделал карьеру капитана в торговом флоте.
У Сьюзен трое детей, а у Руперта два.

## Увлечения и личные качества
Род всегда был семейным человеком и с энтузиазмом проводил время со своими детьми. Его досуг был довольно простым, а главным развлечением были прогулки по району Пик рядом с домом.
Род всегда играл активную роль в воспитании внуков: брал их на уроки плавания, смотрел их школьные спектакли. Род также имел заразительное чувство юмора, которое до сих пор помнят все, кто его знал.
Также он написал биографические мемуары для членов Королевского общества, для В. Чарльза Эванса, который был профессором биохимии в Бангоре, и Леонарда Ротерхама — инженера, который был предыдущим вице-канцлером университета Бата.